# Tony Hawk
Anthony Frank Hawk (San Diego, California; 12 de mayo de 1968), más conocido como Tony Hawk, es un famoso skater profesional y actor estadounidense. Es considerado el mejor patinador del mundo sobre vert (half-pipe) además de uno de los más versátiles y habilidosos, y también es considerado uno de los mejores en el vertical skateboarding, debido a su gran habilidad y su frecuente práctica.

## Biografía
Tony Hawk entró al mundo en skate gracias a su hermano Dani Hawk. El propio Hawk se describe en su biografía como "una pesadilla". Era hiperactivo y muy exigente con él mismo. Sus padres, preocupados, hasta pidieron la ayuda de un psicólogo escolar, que les dijo que su hijo tenía la mente de un adulto atrapada en un cuerpo de un niño de ocho años. A los nueve años y medio, su hermano le regaló un monopatín que le cambiaría la vida, haciendo que Tony se dedicara al deporte.
Tony iba a practicar todos los días con su padre a los skate parks cercanos. Más tarde, ambos fundaron la California Amateur League y la National Skateboard Association. Las cualidades de Tony con el monopatín se debían a su constante entrenamiento y a los 12 años ya tenía promotores que financiaban su carrera. Con 14 era profesional y a los 16 años Tony Hawk era el mejor skateboarder del mundo, estando en el equipo de Bones Brigade.
En abril de 1990 se casa con Cindy Dunbar, su primera esposa y, dos años más tarde, nace su primer hijo, Riley, cuando contaba con 24 años. En ese mismo año, Tony funda la compañía Birdhouse junto a un exmiembro del equipo Powell Peralta Per Welinder. Dos años más tarde se divorcia de Cindy y Birdhouse no da señales de haber conseguido un buen arranque en el mercado. La familia Hawk se muda a Phoenix, Arizona, en 1996, donde se casa con Erin Lee. Allí, Birdhouse comenzaría a abrirse camino en el mundo de las compañías de skate gracias, en parte, a acuerdos con empresas del sector como Adio.
En 1998, funda Hawk Clothing, pero en 2001, esta compañía de ropa y calzado skate sería vendida a Quiksilver, multinacional australiana en la que Hawk es el líder indiscutible junto al "rey del surf", el también estadounidense Kelly Slater. También fue uno de los primeros patinadores en tener su propio modelo de zapatos profesional, producidos por Airwalk (el primero fue Natas Kaupas en Etnies, el segundo Steve Caballero con Vans 1). 1999 sería un buen año para Tony Hawk. Nace su segundo hijo, Spencer, y firma un acuerdo con Activision para la creación de un videojuego, Tony Hawk's Pro Skater para PlayStation, primera parte de la exitosa serie de videojuegos inspiradas a partir de un sueño que tuvo Tony donde podía realizar saltos enormes y pruebas irreales. Tony Hawk Keegan, su tercer hijo, nace el 18 de julio de 2001. Se divorció de su segunda esposa, Erin, en 2004 y en enero de 2006 se casa con Lhotse Merriam en la isla de Tavarua. Juntos tuvieron una hija, Kadence Clover Hawk. En 2011 anunciaron su divorcio.
En julio de 2021, Hawk terminó brevemente su retiro competitivo para participar en el evento Vert Best Trick en los X Games de ese año, terminando en el cuarto lugar de nueve competidores.

## Logros
En el año 2004, Tony Hawk ya había ganado 10 competiciones e inventado numerosas maniobras en la patineta. En 1985, aterrizó el primer "720º" (720 grados, o 2 vueltas completas), y en 1999, se convirtió en el primer patinador en lograr completar un "900º" (900 grados, 2.5 vueltas), lo que se consideró como un logro "inmortal" en el mundo del skate[cita requerida]. Esto ocurrió en la competencia de Mejor Truco en los X Games de ese año. También ha inventado gran variedad de trucos como el Madonna, Benihana, variaciones de Airwalk, Stalefish, entre otros.

## Filmografía
| Año           | Título                                                                   | Personaje                                                                                              | Notas                                          |
| ------------- | ------------------------------------------------------------------------ | --- | ---------------------------------------------- |
| 1984          | The Bones Brigade Video Show                                             | Él mismo                                                                                               |                                                |
| 1985          | Future Primitive                                                         | Él mismo                                                                                               |                                                |
| 1986          | Thrashin'                                                                | Competidor de Skating                                                                                  | Secuencia de la piscina                        |
| 1987          | Police Academy 4: Citizens on Patrol (Loca Academia de Policías 4 [Esp]) | Extra patinador de Skateboard                                                                          |                                                |
| 1987          | The Search for Animal Chin                                               | Él mismo                                                                                               |                                                |
| 1989          | Gleaming the Cube (Al filo del abismo [Esp])                             | Buddy, miembro del grupo de skate de Brian                                                             |                                                |
| 1996          | Escape From L.A.                                                         | Doble de acción de surf de Peter Fonda en la ola de tsunami filmado en una lámina de Ola Loch en Texas |                                                |
| 1997          | Gummo                                                                    | Él mismo                                                                                               |                                                |
| 2000          | The Jersey                                                               | Él mismo                                                                                               | Episodio: "The Girlfriend", junto a Dave Mirra |
| 2000-2001     | Jackass                                                                  | Él mismo                                                                                               | 3 Episodios                                    |
| 2001          | Rocket Power                                                             | Él mismo                                                                                               | Voz. Episodio: "Enter the Hawk-Trix"           |
| 2001          | Max Keeble's Big Move                                                    | Él mismo                                                                                               |                                                |
| 2002          | The New Guy                                                              | Él mismo                                                                                               | Cameo                                          |
| 2002          | What I Like About You (Lo que me gusta de ti [Esp])                      | Él mismo                                                                                               | Primer episodio                                |
| 2002          | Stoked: The Rise and Fall of Gator                                       | |                                                |
| 2002          | xXx                                                                      | Amigo de Xander Cage                                                                                   | Cameo                                          |
| 2002          | Jackass: The Movie                                                       | Él mismo                                                                                               |                                                |
| 2002          | CKY 4                                                                    | Él mismo                                                                                               |                                                |
| 2003          | Haggard: The Movie                                                       | Policía                                                                                                | Dirigida por su colega Bam Margera             |
| 2003          | The Simpsons                                                             | Él mismo                                                                                               | Voz. Episodio número 300: "Barting Over"       |
| 2004          | MXC                                                                      | Él mismo, líder de equipo Geek                                                                         |                                                |
| 2005          | Lords of Dogtown                                                         | Astronauta                                                                                             | Cameo                                          |
| 2005          | Deck Dogz                                                                | Él mismo                                                                                               |                                                |
| 2005          | Black Label: Who Cares? The Duane Peters Story                           | |                                                |
| 2005          | The Reality of Bob Burnquist                                             | |                                                |
| 2005          | CSI: Miami                                                               | Skateboarder / Probador de juegos / Programador de juegos / Víctima                                    | T3, Epi 18                                     |
| 2006          | Drake & Josh Go Hollywood                                                | Él mismo                                                                                               |                                                |
| 2006          | Jackass Number Two                                                       | Él mismo                                                                                               |                                                |
| 2006          | Tony Hawk in Boom Boom Sabotage                                          | Él mismo                                                                                               | Voz                                            |
| 2008          | The Suite Life of Zack & Cody                                            | Él mismo                                                                                               |                                                |
| 2010          | Jackass 3D                                                               | Él mismo                                                                                               |                                                |
| 2011          | The Other F Word                                                         | |                                                |
| 2011          | Kick Buttowski: Suburban Daredevil                                       | Hush                                                                                                   | Voz                                            |
| 2010 and 2012 | Zeke & Luther                                                            | Él mismo                                                                                               | 2 Episodios                                    |
| 2012          | Waiting for Lightning                                                    | |                                                |
| 2012          | Bones Brigade: An Autobiography                                          | |                                                |
| 2012          | Parental Guidance (S.O.S, una familia en apuros [Esp])                   | |                                                |
| 2013          | Bonus Brigade                                                            | |                                                |
| 2013          | Hell's Kitchen                                                           | |                                                |
| 2014          | Unity                                                                    | Narrador                                                                                               | Documental                                     |
| 2014          | Comedy Bang! Bang!                                                       | |                                                |
| 2014          | Video Game High School                                                   | |                                                |
| 2015          | Daddy's Home                                                             | Doble de acción de skateboard                                                                          |                                                |
| 2016          | "The Eric Andre Show"                                                    | |                                                |
| 2017          | Sharknado 5: Global Swarming                                             | The Hawk                                                                                               |                                                |
| 2017          | Skylanders Academy                                                       | Flame                                                                                                  |                                                |
| 2017          | Trailer Park Boys: Out of the Park USA                                   | |                                                |
| 2018          | The Super Slow Show                                                      | |                                                |
| 2019          | The Burger Show                                                          | |                                                |
| 2020          | The Masked Singer                                                        | Elephant                                                                                               |                                                |
| 2020          | Nickelodeon's Unfiltered                                                 | Él mismo                                                                                               |                                                |
| 2020          | Group Chat                                                               | Él mismo                                                                                               |                                                |
| 2021          | Celebrity Wheel of Fortune                                               | Él mismo                                                                                               |                                                |
| 2021          | Humanity Stoked                                                          | Él mismo                                                                                               | Documental                                     |
| 2022          | Jackass Forever                                                          | Él mismo                                                                                               |                                                |

- Fue incluido en un episodio de la serie animada Celebrity Deathmatch, de MTV.

Apareció en la serie The Aquabats Super show y en el vídeo Pajamazon (2020) de The Aquabats 
- Apareció en un episodio de la serie CSI: Crime Scene Investigation.
- Fue un personaje invitado en el episodio número veinte de la serie de MTV Lauti Barulich.
- Fue invitado en algunos episodios de la serie Viva la Bam.
- Apareció en un episodio de Todo eso y más.
- Trabajó en un episodio de la serie Complete Savages.
- Prestó su voz para una versión animada de sí mismo que aparece en un episodio de Rocket Power, serie de dibujos animados de Nickelodeon.
- Apareció en un episodio de American Dragon, serie de Disney Channel.
- Trabajó en un episodio de la serie Zack y Cody: Gemelos en acción.
- Apareció en un episodio de la serie The Naked Brothers Band como él mismo.
- Apareció en un episodio de la serie Drake & Josh.
- Tuvo un rol en un episodio de la serie Yo Gabba Gabba.
- Participó en un episodio de la serie Punk'd.
- Prestó su voz para un episodio de la serie animada Phineas y Ferb.
- Apareció en un episodio de So Random, serie de Disney Channel.
- En la película Parental Guidance, aparece como él mismo en una entrevista y después dando unos giros.

## Videos
| Año  | Título                                        | Notas |
| ---- | --------------------------------------------- | --- |
| 1982 | Skateboarding in the 80s                      | |
| 1984 | Powell-Peralta: The Bones Brigade Video Show  | |
| 1985 | Summer Sessions                               | |
| 1985 | Powell-Peralta: Future Primitive              | |
| 1986 | NSA 86' Vol. 1                                | |
| 1987 | On the Prowl                                  | |
| 1987 | Powell-Peralta: The Search for Animal Chin    | |
| 1988 | Psycho Skate                                  | |
| 1988 | Ohio Skateout                                 | |
| 1988 | The Vision Pro Skate Escape                   | |
| 1988 | Thrasher: Savannah Slamma                     | |
| 1988 | Powell-Peralta: Public Domain                 | |
| 1988 | Powell Peralta: Axe Rated                     | |
| 1989 | Savannah Slamma III                           | |
| 1989 | Powell-Peralta: Ban This                      | |
| 1990 | Powell Peralta: Propaganda                    | |
| 1990 | All Pro Mini Ramp Jam Hawaiian Style          | |
| 1991 | Powell: Celebraty Tropical Fish               | |
| 1991 | Tracker: The Brotherhood                      | |
| 1991 | Tracker: Stacked                              | |
| 1991 | Powell: Eight                                 | |
| 1992 | Birdhouse: Feasters                           | |
| 1992 | Birdhouse: Ravers                             | |
| 1993 | Birdhouse: Untitled                           | |
| 1993 | 411VM: Issue 1                                | |
| 1994 | Hook-Ups: Asian Goddess                       | |
| 1995 | Tracker: Hi-8                                 | |
| 1996 | Transworld: Uno                               | |
| 1996 | Las Vegas Pro Vert '96                        | |
| 1996 | Airwalk Skateboarding Video 96                | |
| 1996 | Midnight Oil Music Video: "Surf's Up Tonight" | Hawk apareció como un especialista de surf en el video musical filmado en la ola de la hoja Wave Loch en Texas. |
| 1997 | Arnette: My Way                               | |
| 1998 | Baker Bootleg                                 | |
| 1999 | Birdhouse: The End                            | |
| 1999 | 411VM: Issue 36                               | |
| 2000 | Tony Hawk's Trick Tips Vol. 1                 | |
| 2000 | ON Video: Fall 2000                           | |
| 2000 | 411VM: Issue 38                               | |
| 2001 | Collage                                       | |
| 2001 | CKY 3                                         | |
| 2001 | Tony Hawk's Gigantic Skatepark Tour           | |
| 2001 | Hook-Ups: Destroying America                  | |
| 2001 | Adio: One Step Beyond                         | |
| 2002 | OP King of Skate                              | |
| 2002 | 411VM: Issue 50                               | |
| 2003 | Thrasher: S.O.T.Y. Video                      | |
| 2004 | 411VM: Issue 66                               | |
| 2004 | Tony Hawk's Secret Skatepark Tour             | |
| 2005 | Adio: Rock Adio                               | |
| 2005 | Red Dragon: Skateboard Party                  | |
| 2006 | Tony Hawk's Secret Skatepark Tour 2           | |
| 2007 | Birdhouse: The Beginning                      | |
| 2007 | Tony Hawk's Secret Skatepark Tour 3           | |
| 2009 | Birdhouse: It's Always Sunnies in Australia   | |
| 2010 | Birdhouse: East Coast Tour                    | |
| 2011 | Birdhouse: Tour Du Monde                      | |
| 2012 | Parental Guidance                             | |
| 2017 | Birdhouse: "Saturdays"                        | |

## Videojuegos
Tony Hawk, junto a Activision y Neversoft, crearon un videojuego de skate, y este fue considerado uno de los mejores juegos de deporte para consolas. La primera entrega es Tony Hawk's Pro Skater, donde no solo Tony participaría, sino también otros grandes patinadores como Kareem Campbell, Jamie Thomas, Chad Muska, Elissa Steamer, Bucky Lasek, Bob Burnquist, Andrew Reynolds, Geoff Rowley, Rune Glifberg, entre otros. Gracias al éxito del videojuego, deciden sacar la segunda parte, Tony Hawk's Pro Skater 2, donde se suman algunos nuevos patinadores como Steve Caballero, Eric Koston, Rodney Mullen y Bam Margera.
Tony Hawk's Pro Skater 3, para PlayStation, PlayStation 2, Xbox y Gamecube, fue la tercera parte de la saga. Luego le sigue Tony Hawk's Pro Skater 4, que contó con un skater más: Mike Vallely. Más tarde, sale al mercado Tony Hawk's Underground, un juego completamente diferente a los anteriores, con libertad de movimientos, como bajarse de la patineta y conducir coches y otros vehículos. Además, desaparece la saga "Pro Skater" para dar paso a la serie "Underground". Su segunda parte es Tony Hawk's Underground 2, que incluía el "World Destruction Tour", con nuevos skaters como Wee-Man y Ryan Sheckler. En 2005 aparece Tony Hawk's American Wasteland (su versión para Nintendo DS se llama Tony Hawk's American Skateland) y, al año siguiente, se lanza Tony Hawk's Downhill Jam (PlayStation 2, Wii y Nintendo DS). Luego aparece Tony Hawk's Project 8. La penúltima entrega es Tony Hawk's Proving Ground (Xbox 360, PlayStation 3, PlayStation 2, Wii y Nintendo DS), lanzada en octubre de 2007. La última entrega fue lanzada en noviembre de 2009 y fue titulada Tony Hawk Ride, la cual no fue desarrollada por Neversoft. Lo atractivo de este juego es que traía una tabla para simular los movimientos. En 2010, se lanzó un nuevo videojuego, Tony Hawk: Shred, para PlayStation 3, Wii y Xbox 360. Este se manejaba con una tabla especial con sensores de movimiento y dejaba atrás a los controles comunes. El juego incluía la función "Big Air" (saltar de una rampa y hacer la mayor cantidad de trucos posible para lograr puntos), que podía realizarse con patineta o patinieve.

## Literatura
Tony Hawk aparece como "protagonista" en el libro de Nick Hornby "Todo por una chica". En realidad, el protagonista de la novela, Sam, "habla" con un póster de Tony Hawk y le cuenta sus problemas, al tiempo que repasa partes de las memorias de Hawk que parecen ofrecerle soluciones a los mismos.